# Blank Generation
Pour les articles homonymes, voir Blank Generation (homonymie).
 (mai 2017).
Si vous disposez d'ouvrages ou d'articles de référence ou si vous connaissez des sites web de qualité traitant du thème abordé ici, merci de compléter l'article en donnant les références utiles à sa vérifiabilité et en les liant à la section « Notes et références ».
Albums de Richard Hell and The Voidoids
Another World
(1976) Destiny Street
(1982)
Singles
1. Blank Generation
Sortie : 1977

Blank Generation est le titre du premier album du groupe de punk new-yorkais Richard Hell and The Voidoids, sorti en 1977.

## Présentation
L'album sort en septembre 1977 et, s'il fait moins de bruit que, par exemple, Never Mind The Bollocks des Sex Pistols, il n'en demeure pas moins un album phare de la scène new-yorkaise et de la scène punk en général.
Leur morceau Blank Generation (en français : Génération du vide) est considéré comme l'hymne du mouvement punk américain à ses débuts.
En 1976, Amos Poe (en) et Ivan Král ont tourné un documentaire intitulé The Blank Generation (en), où figurent, entre autres, Richard Hell et son groupe.
En 1980, Ulli Lommel réalise un film intitulé Blank Generation avec Carole Bouquet et Richard Hell.
En 1983, il déclare au magazine NME : « Les Sex Pistols ont repris mes idées et les ont développées jusqu'au bout, alors ça n'avait pas d'intérêt pour moi des les poursuivre. »

## Liste des titres
Toutes les chansons sont écrites et composées par Richard Hell, sauf annotations.
| A1. | Love Comes in Spurts              | 1:59 |
| A2. | Liars Beware (Hell, Ivan Julian)  | 2:50 |
| A3. | New Pleasure                      | 1:52 |
| A4. | Betrayal Takes Two (Hell, Julian) | 3:33 |
| A5. | Down at the Rock and Roll Club    | 3:37 |
| A6. | Who Says?                         | 2:07 |

| B1. | Blank Generation                                 | 2:41 |
| B2. | Walking on the Water (John Fogerty, Tom Fogerty) | 2:14 |
| B3. | The Plan                                         | 3:53 |
| B4. | Another World                                    | 8:10 |

| Titres bonus - Réédition CD (Sire Records, États-Unis, 18 mai 1990) | Titres bonus - Réédition CD (Sire Records, États-Unis, 18 mai 1990) | Titres bonus - Réédition CD (Sire Records, États-Unis, 18 mai 1990) | Titres bonus - Réédition CD (Sire Records, États-Unis, 18 mai 1990) | Titres bonus - Réédition CD (Sire Records, États-Unis, 18 mai 1990) | Titres bonus - Réédition CD (Sire Records, États-Unis, 18 mai 1990) | Titres bonus - Réédition CD (Sire Records, États-Unis, 18 mai 1990) | Titres bonus - Réédition CD (Sire Records, États-Unis, 18 mai 1990) | Titres bonus - Réédition CD (Sire Records, États-Unis, 18 mai 1990) | Titres bonus - Réédition CD (Sire Records, États-Unis, 18 mai 1990) |
| No                                                                  | Titre                                                               | Durée                                                               |                                                                     |                                                                     |                                                                     |                                                                     |                                                                     |                                                                     |                                                                     |
| ------------------------------------------------------------------- | ------------------------------------------------------------------- | ------------------------------------------------------------------- | ------------------------------------------------------------------- | ------------------------------------------------------------------- | ------------------------------------------------------------------- | ------------------------------------------------------------------- | ------------------------------------------------------------------- | ------------------------------------------------------------------- | ------------------------------------------------------------------- |
| 11.                                                                 | I'm Your Man                                                        | 2:55                                                                |                                                                     |                                                                     |                                                                     |                                                                     |                                                                     |                                                                     |                                                                     |
| 12.                                                                 | All the Way (Sammy Cahn, Jimmy Van Heusen)                          | 3:23                                                                |                                                                     |                                                                     |                                                                     |                                                                     |                                                                     |                                                                     |                                                                     |
| 40:16                                                               |                                                                     |                                                                     |                                                                     |                                                                     |                                                                     |                                                                     |                                                                     |                                                                     |                                                                     |

## Crédits

### Membres du groupe
- Richard Hell : chant, basse
- Robert Quine : guitare, chœurs
- Ivan Julian (en) : guitare, chœurs
- Marc Bell : batterie

### Équipes technique et production
- Production : Richard Gottehrer, Richard Hell
- Arrangements : Richard Hell & The Voidoids, Robert Quine
- Direction artistique, Design : John Gillespie, Richard Hell
- Mastering : Greg Calbi
- Ingénierie : Don Hünerberg, Jerry Solomon, Rob Freeman
- Ingénierie (assistants) : Fred Wilkes, Joel Cohn
- Photographie : Kate Simon, Roberta Bayley, Steve Taylor